# Pastor Martínez
Pastor Ramón Martínez Smith (San Pedro Sula, Departamento de Cortés, Honduras, 22 de diciembre de 1986) es un futbolista hondureño. Juega en la demarcación de defensa y su equipo actual es el Atlético Júnior de la Segunda división hondureña.

## Curiosidad
El árbitro central del juego Honduras Progreso-Vida, Miguel Torres, advirtió al jugador de los progreseños, Pastor Martínez, de realizar un acrobático saque de banda que ha acostumbrado desde hace varios meses. Martínez al momento de realizar los saques, levanta su piernas de una forma peculiar algo que el juez no se lo permitió. Por lo que prefirió dejar de hacerlo porque sabe que le costaría una amonestación.

## Clubes
| Club                    | País     | Año         |
| ----------------------- | -------- | ----------- |
| Marathón                | Honduras | 2006        |
| Hispano                 | Honduras | 2007        |
| Marathón                | Honduras | 2008 - 2013 |
| Deportes Savio          | Honduras | 2013 - 2014 |
| Honduras de El Progreso | Honduras | 2014 -      |

## Palmarés

### Campeonatos nacionales
| Título          | Club              | País     | Año  |
| --------------- | ----------------- | -------- | ---- |
| Torneo Apertura | Marathón          | Honduras | 2008 |
| Torneo Apertura | Marathón          | Honduras | 2009 |
| Torneo Apertura | Honduras Progreso | Honduras | 2015 |

### Distinciones individuales
| Distinción                          | Año  |
| ----------------------------------- | ---- |
| Once Ideal de la Liga Nacional 2015 | 2015 |